# Rue de Bazeilles
La rue de Bazeilles est une voie du quartier du Jardin-des-Plantes dans le 5e arrondissement de Paris.

## Situation et accès
Située dans la continuité de la rue Mouffetard, après la place Georges-Moustaki, elle mène à l'avenue des Gobelins.
La rue de Bazeilles est desservie par la ligne 7 à la station Censier - Daubenton.
On y trouve 13 commerces.

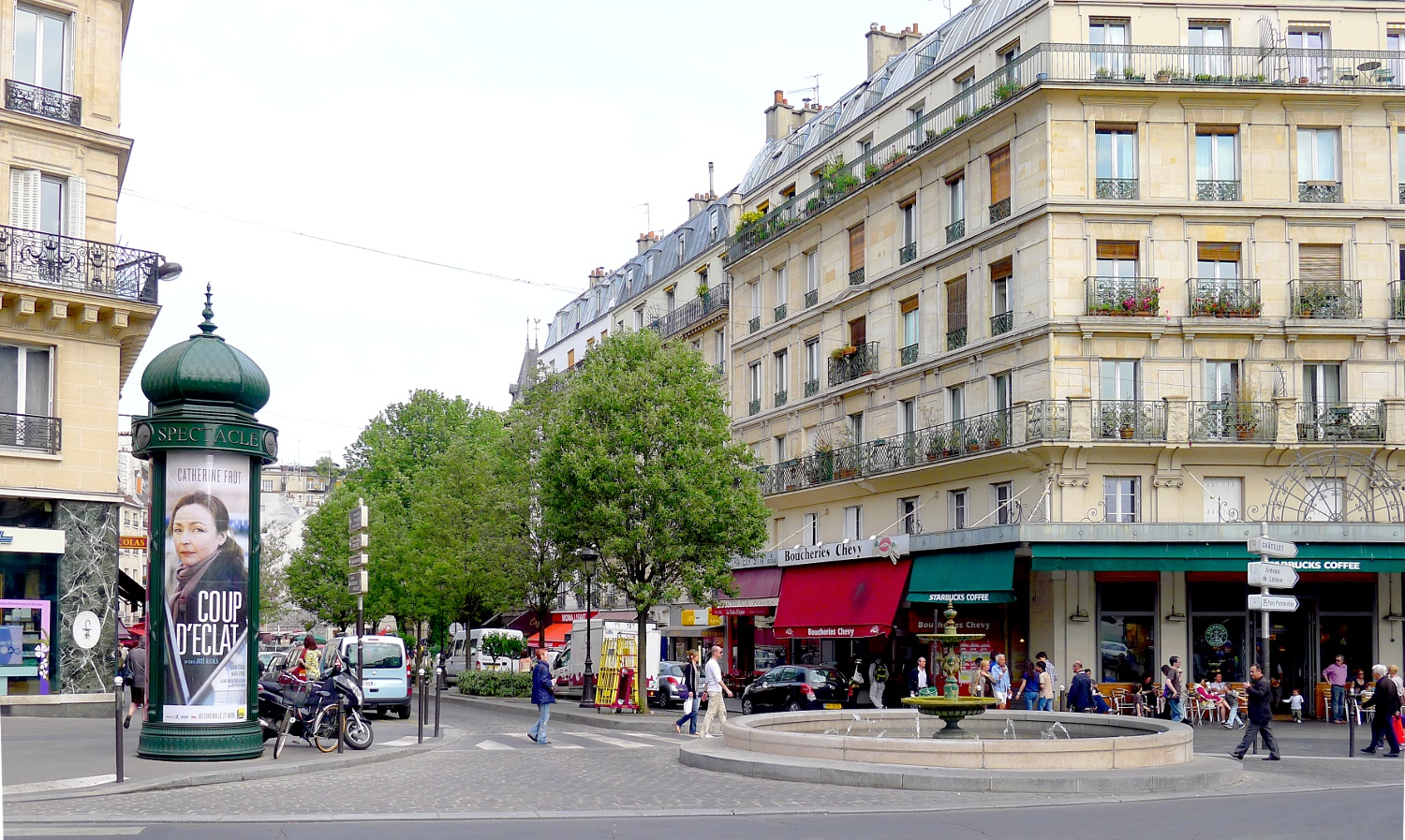
La rue en 2011.
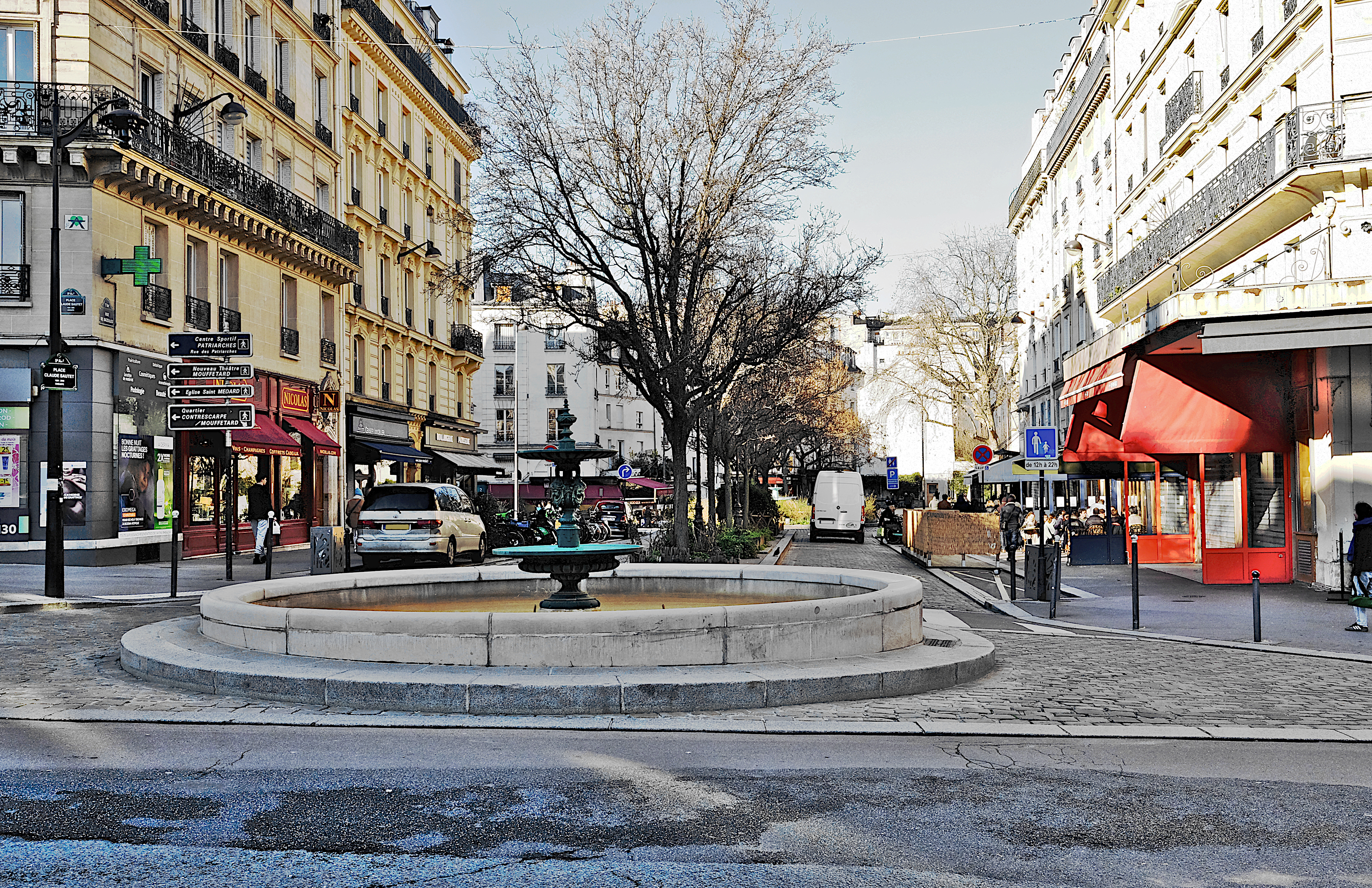
La rue de Bazeilles et sa fontaine vues depuis l'avenue des Gobelins (2025).

## Origine du nom
Cette rue doit son nom à la ville de Bazeilles dans les Ardennes qui fut le lieu d'une importante bataille le 1er septembre 1870, lors de la première guerre franco-allemande,.

## Historique
Cette rue, qui faisait anciennement partie intégrante de la rue Mouffetard qui la prolonge, en a été détachée et a pris son nom actuel le 10 juin 1897.

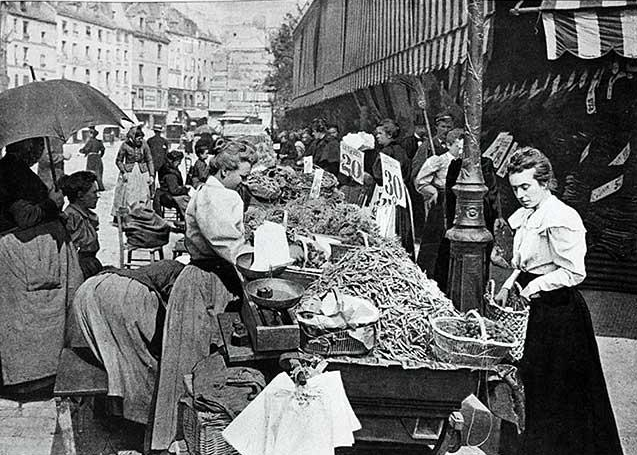
Le marché en bas de la rue Mouffetard, en 1896, partie devenue « rue de Bazeilles » en 1897.
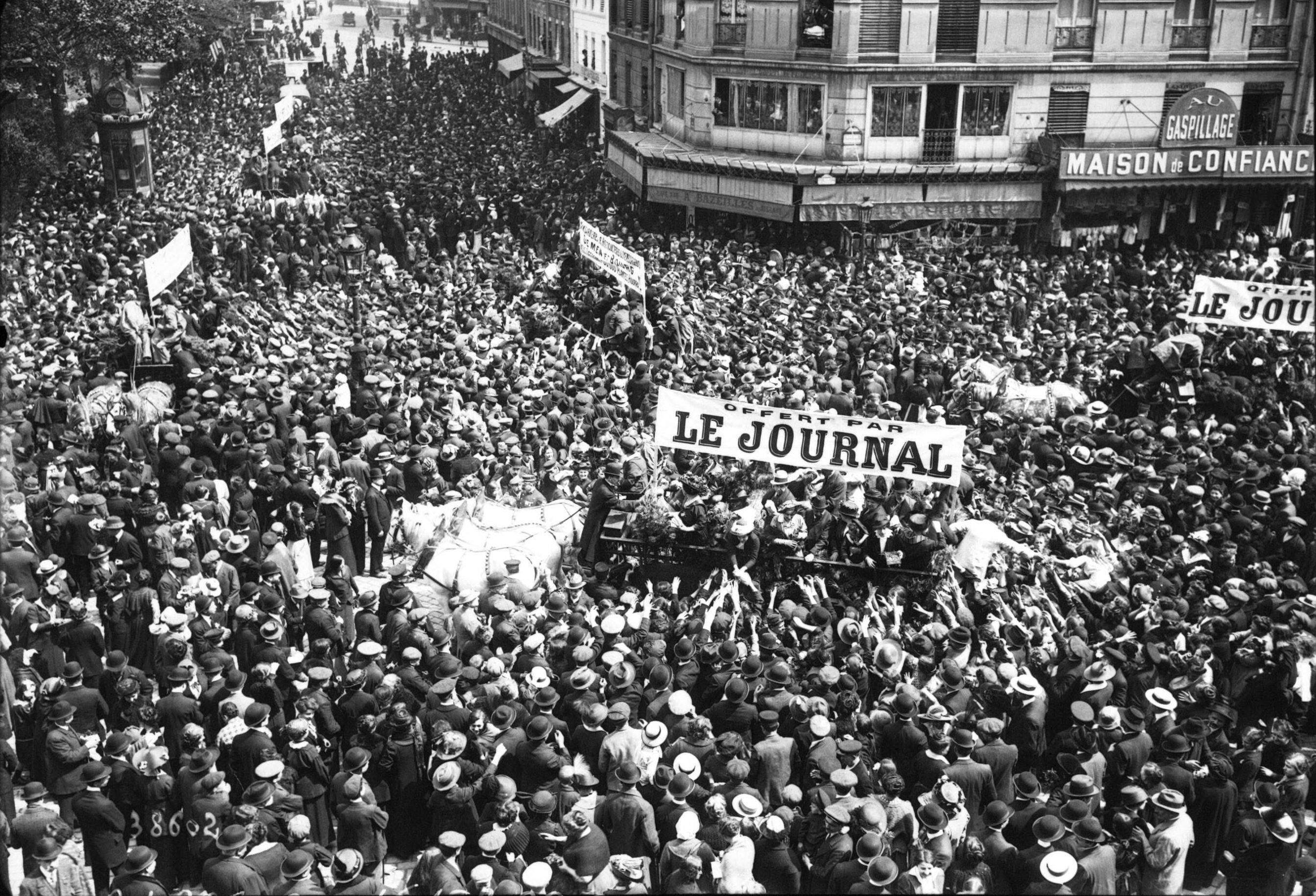
Rue de Bazeilles, Paris, 3 mai 1914.

## Bâtiments remarquables et lieux de mémoire
- L'église Saint-Médard.
- Le square Saint-Médard.
- La  fontaine Bazeille.

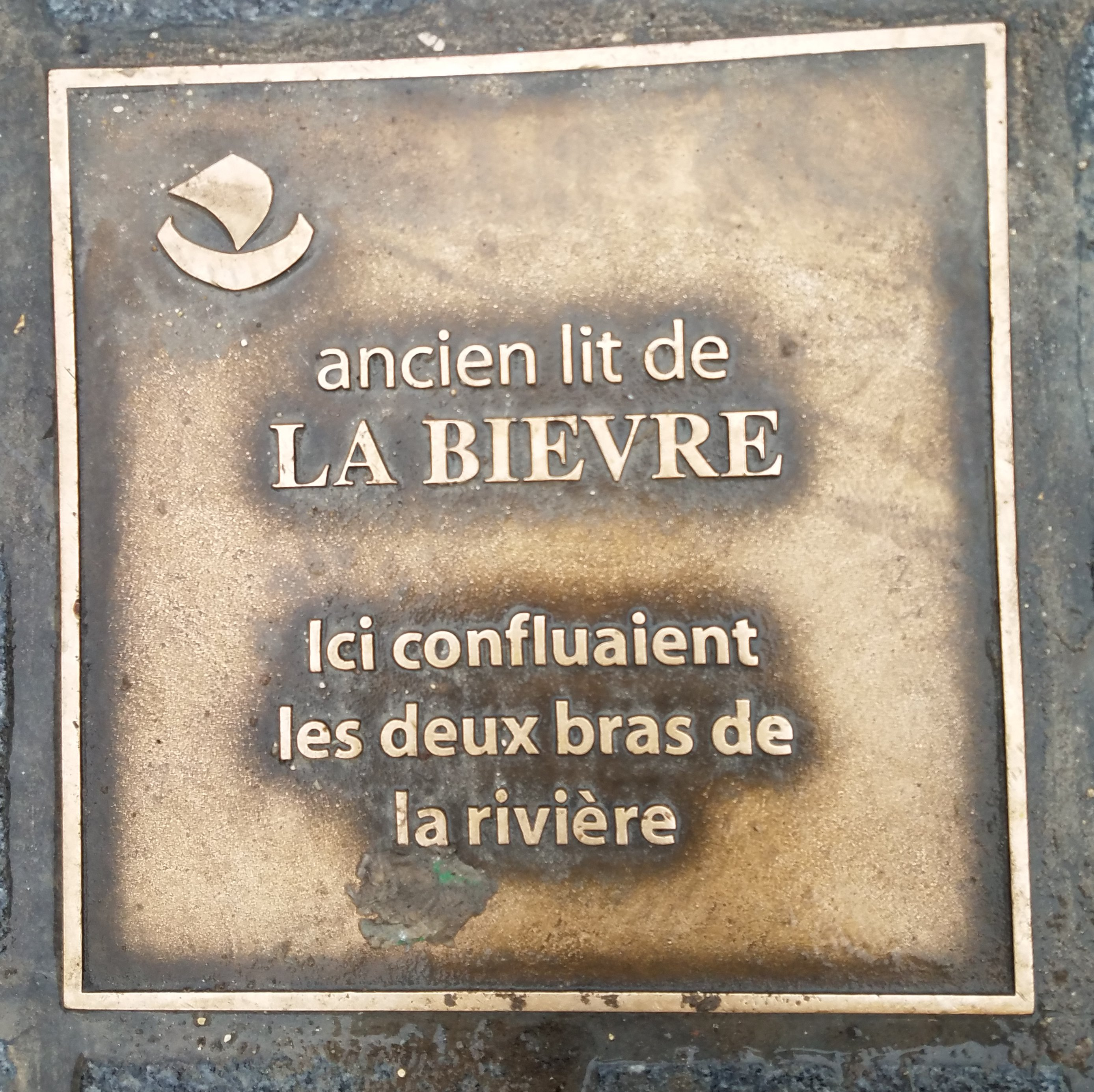
Plaque indiquant l'ancien passage de la Bièvre, située au niveau du n° 2.
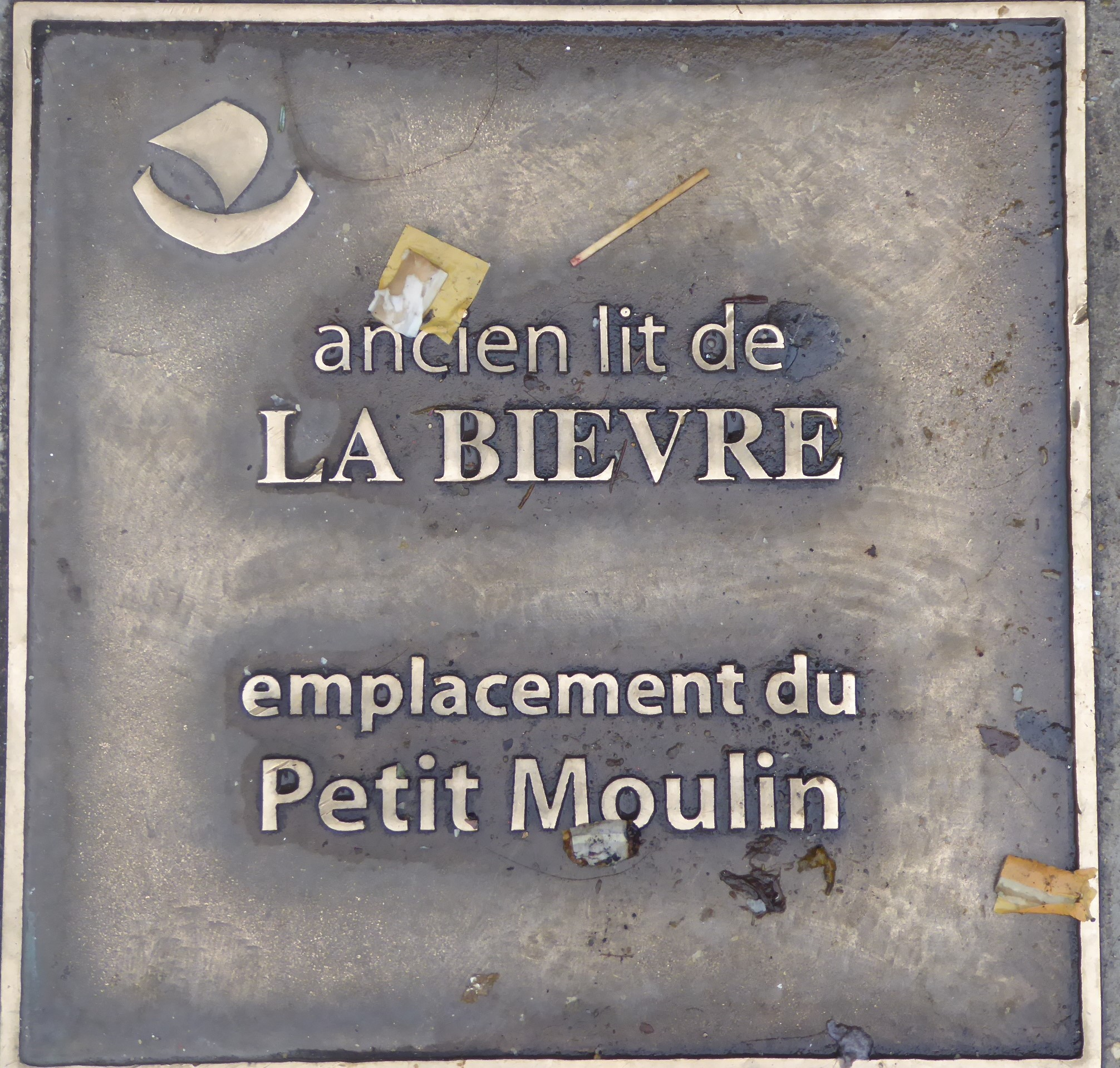
Plaque marquant l'emplacement d'un ancien moulin, plaque située au niveau du n° 5.
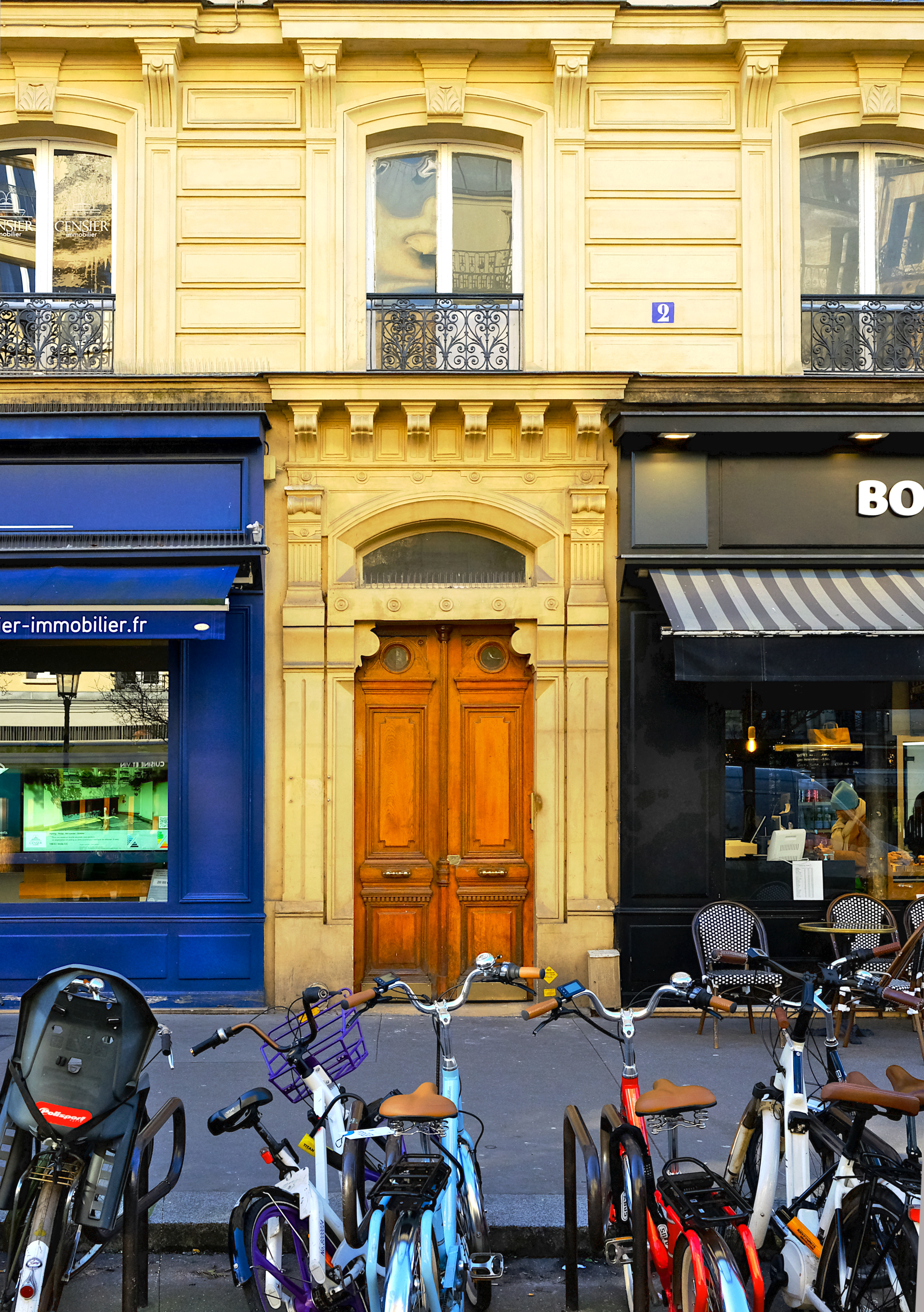
Le n° 2,
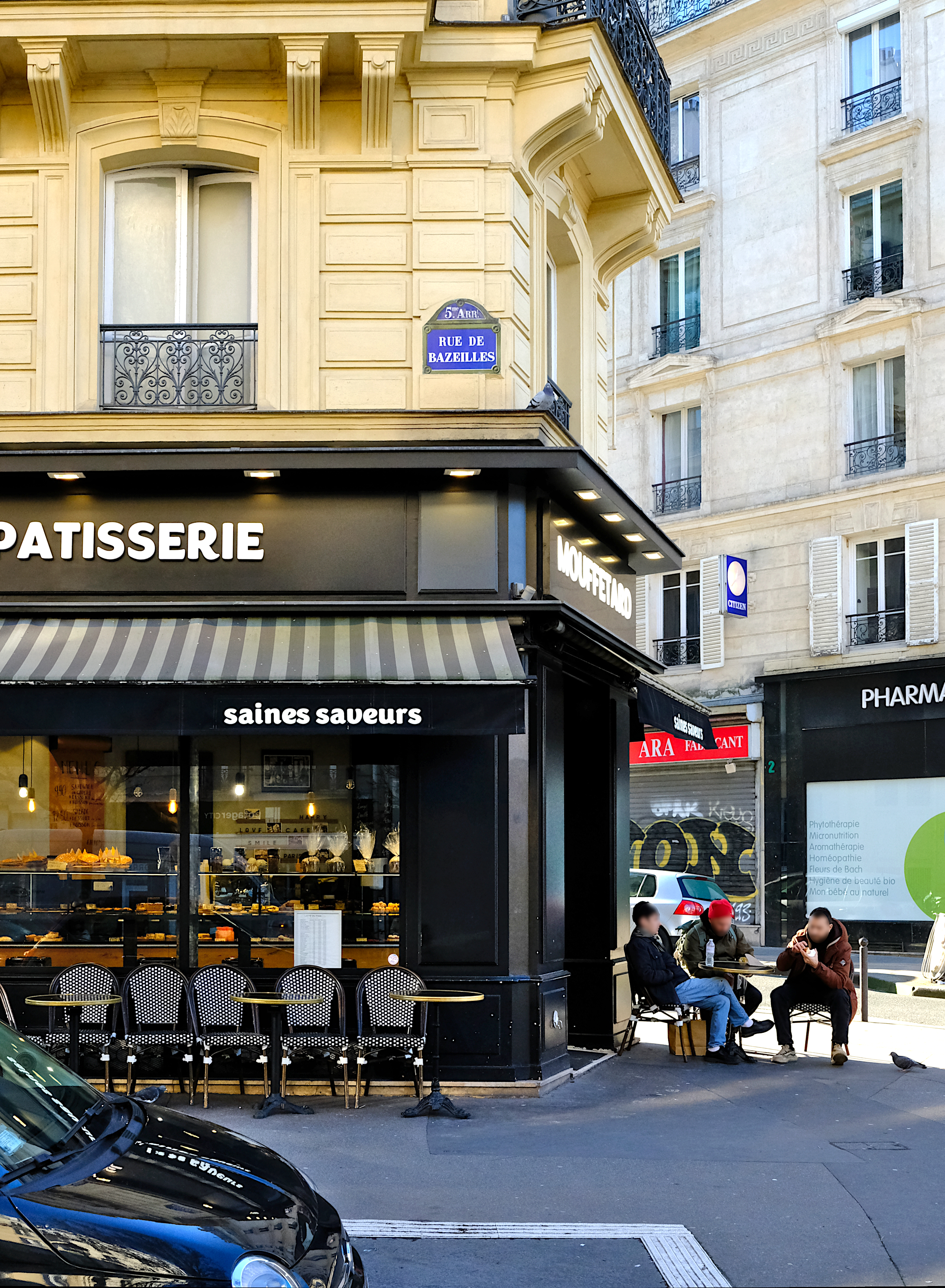
à l'angle de la rue Pascal.